# 王瑫
王瑫（1456年—？），字宗玉，浙江寧波府鄞縣人，民籍，明朝政治人物。

## 生平
浙江鄉試第四十名舉人。成化十七年（1481年）中式辛丑科會試第九十八名，三甲第三十一名進士。曾任長沙府知府。

## 家族
曾祖王伯智；祖父王恂德；父王鞏謙，母張氏。具慶下。